# Helena Cichocka
Helena Cichocka (ur. 6 lipca 1947 w Zabrzu) – polska filolog klasyczny, bizantynistka, nauczyciel akademicki, profesor nauk humanistycznych.

## Życiorys
W 1970 ukończyła studia na Uniwersytecie Warszawskim. W 1974 uzyskała stopień naukowy doktora nauk humanistycznych na podstawie dysertacji zatytułowanej Kompozycja dzieła Ammiana Marcellina, której promotorem była profesor Lidia Winniczuk. W 1985 została doktorem habilitowanym nauk humanistycznych w zakresie literaturoznawstwa (specjalność: filologia grecka i bizantyńska) na podstawie rozprawy zatytułowanej Rytmika prozy Zosimosa na tle historiografii wczesnobizantyńskiej. W 2005 otrzymała tytuł profesora nauk humanistycznych.
Od 1970 nauczyciel akademicki, do 2011 zawodowo związana z Uniwersytetem Warszawskim, od 1991 na stanowisku profesora nadzwyczajnego w Instytucie Filologii Klasycznej UW. W roku akademickim 2012/2013 zatrudniona na stanowisku profesora zwyczajnego w Warszawskiej Wyższej Szkole Humanistycznej im. Bolesława Prusa (w roku akademickim 2012/2013). Wchodziła w skład Komitetu Nauk o Kulturze Antycznej Polskiej Akademii Nauk. Członek Polskiego Towarzystwa Filologicznego (od 1970), International Society for the History of Rhetoric (od 1989), Canadian Society for the Study of Rhetoric (od 1993), Polskiego Towarzystwa Retorycznego (od 2000), Komisji Bizantynologicznej PAN afiliowanej przy Association Internationale des Études Byzantines (od 1981).
Była m.in. uczestnikiem XVI Międzynarodowego Kongresie Bizantynologicznego w Wiedniu (1981) oraz stypendystką we Włoszech (Neapol, Palermo), Szwajcarii (Genewa) oraz USA (Center for Hellenic Studies w Waszyngtonie).
Jej badania koncentrują się wokół problematyki literatury greckiej i łacińskiej późnego antyku oraz literatury bizantyńskiej. Zajmuje się metodologią badań nad rytmiką prozy greckiej i bizantyńskiej, historiografią wczesnobizantyńską, retoryką oraz kulturą grecką i bizantyńską ze szczególnym uwzględnieniem mimesis w literaturze greckiej i bizantyńskiej. Jest autorką przekładów  literatury greckiej i łacińskiej oraz ponad 180 haseł w Encyklopedii kultury bizantyńskiej.
W 2006 wstąpiła do Platformy Obywatelskiej. Od 2010 do 2014 była radną dzielnicy Śródmieście miasta stołecznego Warszawy. W 2018 z listy Koalicji Obywatelskiej uzyskała mandat radnej sejmiku mazowieckiego VI kadencji.

## Wybrane publikacje
- Rytmika prozy Zosimosa na tle historiografii wczesnobizantyjskiej, Warszawa: Wydawnictwo Uniwersytetu Warszawskiego 1985.
- Die Periodenkonstruktionen bei Zosimos, „Jahrbuch der Osterreichischen Byzantinistik” Nr 35, 1985, s. 93–112.
- Progymnasma as a Literary Form, „Studi Italiani di Filologia Classica” Nr 10, 1992, s. 991–1000.
- The Study of Byzantine Rhetoric in Central and Eastern Europe: Selected Problems, „Rhetorica: A Journal of the History of Rhetoric” Nr 11, 1993, s. 43–50.
- Zosimos, Nowa historia, przeł. z języka greckiego Helena Cichocka, wstęp, bibliografia i komentarz Ewa Wipszycka, Warszawa: „Pax” 1993, 2012.
- Zarys historii retoryki. Od początku do upadku cesarstwa bizantyjskiego (współautor), Warszawa: Wydawnictwa Uniwersytetu Warszawskiego 1993, 1995.
- Teoria retoryki bizantyńskiej, Warszawa: Wydawnictwo Uniwersytetu Warszawskiego 1994.
- Mimesis i retoryka w traktatach Dionizjusza z Halikarnasu a tradycja bizantyńska, Warszawa: Wydział Polonistyki Uniwersytetu Warszawskiego 2004.